# Graciliano Ramos
Graciliano Ramos (Quebrangulo, Alagoas, 27 de octubre de 1892 - Río de Janeiro, 20 de marzo de 1953) fue un escritor y periodista brasileño, autor de Vidas Secas, Angústia y São Bernardo.

## Biografía
Primogénito de dieciséis hermanos, durante su infancia Ramos vivió en las ciudades de Viçosa, Palmeira dos Índios (ambas en Alagoas) y Buíque (Pernambuco). Luego de terminar sus estudios secundarios en Maceió, se trasladó a Río de Janeiro, donde trabajó como periodista. Regresó al Nordeste en 1915, estableciéndose junto a su padre, que era comerciante, en Palmeira dos Índios. Ese mismo año se casó con Maria Augusta de Barros, quien falleció en 1920, dejándole cuatro hijos. 
Fue elegido prefecto de Palmeira dos Índios en 1927, asumió el cargo al año siguiente y renunció el 10 de abril de 1930. Los informes de prefectura que escribió en ese periodo llamaron la atención del poeta y editor carioca Augusto Frederico Schmidt, quien lo animó a publicar Caetés, en 1933.
Entre 1930 y 1936 vivió en Maceió, trabajando como director de la Imprenta Oficial, profesor y director estatal de Instrucción Pública. En 1934 ya había publicado São Bernardo, y cuando se preparaba para publicar su próximo libro, cayó preso en el marco de la represión desatada por el gobierno de Getúlio Vargas, luego de la insurrección comunista. Años más tarde, reflejó esa experiencia en Memórias do Cárcere, de 1953. 
Con la ayuda de amigos, entre los cuales se encontraba José Lins do Rego, consiguió publicar Angústia en 1936, considerada por muchos críticos como su mejor obra.
En 1938 publicó Vidas Secas, y se estableció en Río de Janeiro, como inspector federal de enseñanza. En 1945 ingresó al antiguo Partido Comunista do Brasil, de orientación soviética y liderado por Luís Carlos Prestes. En los años siguientes realizó varios viajes por Europa, en compañía de Heloísa Medeiros Ramos, su segunda esposa. Estos viajes fueron retratados en Viagem, de 1954. En 1945 publicó Infância, un relato de corte autobiográfico.
También realizó algunas traducciones desde el inglés y el francés. Entre ellas Memorias de un Negro de Booker T. Washington (1940) y La Peste de Albert Camus, (1951).
Muchas de sus obras han sido llevadas al cine, incluyendo Vidas Secas (1963) y  Memórias do Cárcere (1984), ambas dirigidas por Nelson Pereira dos Santos, y São Bernardo (1972), dirigida por Leon Hirszman.
Falleció el 20 de marzo de 1953, a los 60 años, víctima de cáncer de pulmón.

## Obras

### Novelas
- Caetés (1933) (Premio Brasil de literatura)
- São Bernardo (1934)
- Angústia (1936)
- Vidas Secas (1938)
- Brandão Entre o Mar e o Amor (1942, escrita en conjunto con Jorge Amado, José Lins do Rego, Aníbal Machado y Rachel de Queiroz)

### Literatura infantil
- A Terra dos Meninos Pelados (1939)
- Histórias de Alexandre (1944)
- Alexandre e outros Heróis (1962, póstuma)
- O Estribo de Prata (1984, póstuma)

### Cuentos
- Histórias Incompletas (1946)
- Insônia (1947)

### Memorias
- Infância (1945)
- Memórias do Cárcere (1953, póstuma e inconclusa)
- Viagem (1954, póstuma)

### Crónicas y ensayos
- Linhas Tortas (1962, póstuma)
- Viventes das Alagoas (1962, póstuma)

### Cartas
- Cartas, póstuma (1980)
- Cartas à Heloísa (1992, póstuma)